# ستيوارت هال
ستيوارت ماكفايل هال (بالإنجليزية: Stuart Hall)‏ (مواليد 3 فبراير عام 1932- توفي 10 فبراير عام 2014)، هو عالم اجتماع ماركسي بريطاني الجنسية و‌جامايكي المولد، يُعتبر منظّرًا ثقافيًا وناشطًا سياسيًا أيضًا. كان كلّ من هال وريتشارد هوغرت وريمون ويليامز الشخصيات المؤسسة لمدرسة الفكر المعروفة الآن باسم «الدراسات الثقافية البريطانية» أو «مدرسة برمنغهام للدراسات الثقافية».
خلال خمسينيات القرن العشرين، أسس هال «مجلة اليسار الجديد» المؤثّرة. التحق بمركز الدراسات الثقافية المعاصرة بجامعة برمنغهام في عام 1964 بناءً على دعوة هوغرت له. استلم هال منصب المدير التنفيذي للمركز خلفًا لهوغرت في عام 1968، وأصبح مديرًا للمركز في عام 1972 وبقي فيه حتى عام 1979. يعود الفضل إلى هال في لعب دورٍ في توسيع نطاق الدراسات الثقافية لتشمل النظر في العرق والجنس، إذ ساعد أيضًا في استقطاب الأفكار الجديدة المُستمّدة من أعمال المنظّرين الفرنسيين مثل ميشال فوكو وذلك أثناء فترة تواجده في المركز.
غادر هال المركز ليصبح أستاذًا في علم الاجتماع في الجامعة المفتوحة في عام 1979. تولّى منصب رئيس الجمعية البريطانية لعلم الاجتماع بين عامي 1995 و1997. تقاعد هال من الجامعة المفتوحة في عام 1997 ليصبح أستاذًا فخريًا فيها. وصفته صحيفة «ذا أوبزرفر» البريطانية بأنه «واحدٌ من أبرز المنظّرين الثقافيين في البلاد». شارك هال في حركة الفنون السوداء أيضًا. اعتبره كلّ من مخرجي الأفلام جون أكومفرا وإسحاق جوليان أحد أبطالهم.
تزوّج هال من كاترين هال التي كانت أستاذة نسوية للتاريخ البريطاني الحديث في كلية لندن الجامعية، ورُزقا بطفلين.

## أفكاره
شمل عمل هال القضايا المتعلّقة بالهيمنة الثقافية والدراسات الثقافية، إذ اتخّذ موقفًا ما بعد غرامشيًا. اعتبر هال استخدام اللغة نشطًا ضمن إطار من السلطة والمؤسسات والسياسة/الاقتصاد. اعتبر هذا الرأي الناس منتجين ومستهلكين للثقافة في آن واحد. (تشير الهيمنة الثقافية في النظرية الغرامشية إلى الإنتاج الاجتماعي والثقافي «للموافقة» و«الإكراه»). لم يرى هال الثقافة كمجرد شيء يستحقّ التقدير أو الدراسة، بل «مركزًا مهمًا للعمل الاجتماعي والتدخّل، إذ تترسخ موازين القوى وتتزعزع».
أصبح هال أحد الأنصار الرئيسيين لنظرية الاستقبال، وطوّر نظريته المتعلّقة بالتشفير وفكّ التشفير. يركّز هذا النهج المتّبع إزاء تحليل المضمون على حدود التفاوض ومعارضة الجمهور. ما يعني بأن الجمهور لا يقبل المضمون مستسلمًا ببساطة- التحكّم الاجتماعي. يرى هال بأنه غالبًا ما يتم التلاعب بإحصائيات الجرائم لأغراض سياسية واقتصادية.  يمكن إشعال الهلع الأخلاقي (حول السطو مثلًا) بهدف حشد تأييد جماهيري لوجوب «ضبط الأزمة». تلعب وسائل الإعلام دورًا رئيسيًا في «الإنتاج الاجتماعي للأخبار» بهدف جني ثمار قصص الجرائم البشعة.
تُعرف أعمال هال بأنها مؤثرة وهامة وتأسيسية في الدراسات الثقافية المعاصرة، مثل الدراسات الموضحة للصلة بين التحيّز العنصري والإعلام. ناقش هال مفاهيم الهوية الثقافية والعرق والأصل الإثني بشكل مستفيض، ولا سيما وضع السياسات المتعلّقة بهويات الشتات السوداء. اعتقد هال أن الهوية نتاجٌ مستمر للتاريخ والثقافة بدلًا من اعتبارها نتاجًا نهائيًا.
ناقش هال في مقالته «أعمال إعادة الإعمار: صورٌ من المستوطنات السوداء فيما بعد الحرب» مسائل الذاكرة والرؤية التاريخية المتعلّقتين بالتصوير الفوتوغرافي بوصفه تكنولوجيا استعمارية. يتطلّب فهم وكتابة تاريخ هجرة واستيطان السود في بريطانيا خلال فترة ما بعد الحرب دراسةً دقيقةً وتمحيصيةً للأرشيف التاريخي المحدود، إذ أثبتت الصور الفوتوغرافية قيمتها الكبيرة أيضًا. لكن غالبًا ما تُعتبر الصور الفوتوغرافية أكثر موضوعية من نظيراتها من البيانات الأخرى، وهو ما يُعتبر أمرًا خطيرًا. يجب البحث فيمن أنتج هذه الصور والغاية من إنتاجها وكيفية تعزيزهم لأجندتهم بشكل دقيق (على سبيل المثال، الأمور المشمولة والمُستبعدة عمدًا ضمن إطار الصورة). على سبيل المثال، الصور الفوتوغرافية المعروضة في بريطانيا خلال فترة ما بعد الحرب، كالصور المعروضة في مقال «بوست بيكتشر» تحت عنوان «ثلاثون ألف مشكلة للملوّنين» التي اعتبرت الهجرة السوداء وانتشار ذوي البشرة السوداء في بريطانيا «كمشاكل». إذ رأت هذه الصور تمازج الأعراق بصفته «مركزًا للمشكلة» أو «مشكلة المشكلة» أو «القضية الأساسية».
بسط هال نفوذه السياسي إلى حزب العمال البريطاني، وربما يُعزى السبب إلى مقالاته المؤثرة التي كتبها في مجلة «الماركسية اليوم» النظرية التابعة لـ «سي. بّي. جي. بي». تحدّت مقالاته وجهات نظر اليسار المتعلّقة بالأسواق والمحافظة التنظيمية والسياسية العامة. أثّرت مقالته هذه بشكل عميق على حزب العمال البريطاني بقيادة كلّ من نيل كينوك وتوني بلير، وذلك على الرغم من انتقاد هال لحزب العمال البريطاني لاحقًا باعتباره يعمل وفقاً «للأرضية التاتشرية».

### نموذج التشفير وفكّ التشفير
قدّم هال نظريته الخاصة بالتشفير وفكّ التشفير في العديد منشوراته ومداخلاته الشفوية طوال حياته المهنية. كانت دراسته الأولى «التشفير وفكّ التشفير في الخطاب التلفزيوني» (1973) مكتوبة لصالح مجلس أوروبا حول «التدريب على القراءات النقدية للغة التلفزيون»، إذ نظّمها المجلس ومركز أبحاث الإعلام الجماهيري بجامعة ليستر. أنتج هذه الدراسة طلاب مركز الدراسات الثقافية المعاصرة، ما دفع بادي سكانيل للقول بأنها «تفسّر معظم الأحاسيس الأولية للنص و[عدم اكتماله]». قُدّمت الدراسة خلال ندوة حول الإذاعيين والجمهور في مدينة البندقية في عام 1974. قدّم هال نموذج التشفير وفكّ التشفير الخاص به أيضًا من خلال «التشفير/ فك التشفير» في الثقافة والإعلام واللغة في عام 1980. سلّط العديد من النقاد الضوء على الفارق الزمني بين مطبوعات هال الأولى حول التشفير وفكّ التشفير في عام 1973 ومنشوراته الأخرى في عام 1980. تجدر الإشارة بشكل خاص إلى انتقال هال من مركز الدراسات الثقافية المعاصرة إلى الجامعة المفتوحة.